# Marcela Jagić
Marcela Jagić (Subotica, 24. ožujka 1901. – Rovinj, 26. kolovoza 1990.), liječnica, radiologinja i sufražetkinja. Bila je prva educirana rendgenologinja u Subotici i Vojvodini te među prvima u Kraljevini SHS i Hrvatima sa sjevera Bačke. Nagrađena je Listopadskom nagradom grada Subotice 1964. godine i diplomom srpskog liječničkog društva u Subotici.

## Životopis
Rodila se 1901. kao kći uglednog zemljoposjednika Bele Jagića i majke Marije r. Mamužić. Ime je dobila po baki po ocu, r. Pertić. 
U Subotici je završila osnovnu školu i gimnaziju. Medicinu je studirala u Grazu, a završila je 1925. u Beču. Stažirala je u Subotici u javnoj gradskoj bolnici te u ambulantama u Domovima zdravlja u Subotici i Splitu. Rendgenologiju je specijalizirala u Dresdenu, Nordeneyu, Beču i Beogradu. U Beču ju je u specijalizaciji jedan od vodećih svjetskih rendgenologa Guido Holzknecht. 1934./35. radila je u prosvjeti. Predavala je higijenu u subotičkoj gimnaziji. Specijalistički ispit položila je sljedeće godine na Medicinskom fakultetu Sveučilišta u Beču. U isto se vrijeme angažirala se u politiku. Skupa s Katom Poljaković osnovala je Ženski pokret za pravo glasa i pravo kandidiranja žena na izborima i obavljanja svih služba u javnom životu. Vodila je privatnu liječničku ordinaciju u Subotici, u privatnoj kući u Harambašićevoj ulici broj 10., sve do 1947. godine. Na poziv subotičke bolničke uprave organizirala je rendgenološku službu. Osnovala je Odjele za radiološku dijagnostiku, moderni paviljon za rendgenološku dijagnostiku i radioterapiju te Dispanzer za onkologiju te patronažnu službu uz dispanzere. Titulu primarijusa dobila je 1964. godine. Godine 1965. se umirovljuje. Sljedeće godine otišla je na rad u inozemstvo, u njemački grad Bottrop. Dr. Emil Liebman uvrstio ju je u knjigu Istaknuti lekari Subotice.
Zadnjih dvadeset godina svog života provela je u Rovinju, gdje joj živi obitelj njena sinovca. Umrla je u Rovinju 1990., a pokopana je u Subotici, u obiteljskoj grobnici na Bajskom groblju.